# NGC 7828
NGC 7828 é uma galáxia  localizada na direcção da constelação de Cetus. Possui uma declinação de -13° 24' 57" e uma ascensão recta de 0 horas, 06 minutos e 27,1 segundos.
A galáxia NGC 7828 foi descoberta em 1886 por Frank Leavenworth.